# Cuadrilátero humerotricipital

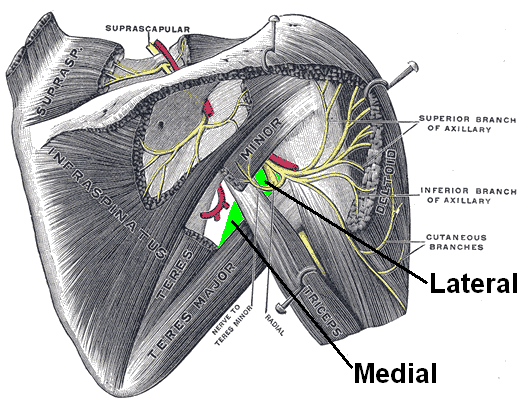
Parte del cuerpo llamada *****

El cuadrilátero humerotricipital o cuadrilátero húmero-tricipital o  cuadrilátero de Velpeau es un espacio vasculonervioso entre la escápula y el húmero, por encima del triángulo humerotricipital y al lado del triángulo omotricipital.
Está formado por el músculo redondo mayor (lado inferior), músculo redondo menor (lado superior), vasto medial o largo del músculo tríceps braquial (lado interno), y cuello quirúrgico del hueso húmero (lado externo). Circunscribe la salida del nervio axilar hacia el plano posterior del brazo. También contiene la arteria circunfleja humeral posterior y la vena circunfleja humeral posterior.
Su manipulación ayuda a los pacientes que tienen dolor crónico del hombro, de la articulación acromioclavicular, de la articulación esternoescapular o de la escápula.